# S. Harrison White

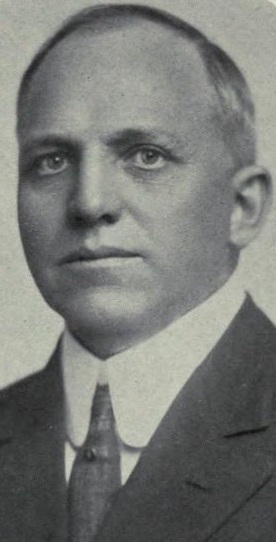
S. Harrison White

Sebastian Harrison White (* 24. Dezember 1864 im Maries County, Missouri; † 21. Dezember 1945 in Colorado Springs, Colorado) war ein US-amerikanischer Politiker. Zwischen 1927 und 1929 vertrat er den ersten Wahlbezirk des Bundesstaates Colorado im US-Repräsentantenhaus.

## Werdegang
Harrison White besuchte die öffentlichen Schulen im Dallas County und in Marionville (Missouri) sowie danach das spätere Ozark Wesleyan College in Carthage. Nach einigen Jahren im Schuldienst wurde White im Jahr 1886 Leiter des Hickory County Teacher’s Institute; ein Jahr später wurde er im Hickory County Schulrat.
Nach einem Jurastudium und seiner im Jahr 1889 erfolgten Zulassung als Rechtsanwalt begann er in Pueblo (Colorado) seinen neuen Beruf auszuüben. White war Mitglied der Demokratischen Partei. Im Jahr 1892 nahm er als Delegierter am Parteitag der Demokraten in Colorado teil; ferner war er Parteivorsitzender im Pueblo County. Zwischen 1897 und 1899 war er Anwalt der Stadt Pueblo, für die er von 1900 bis 1903 sowie zwischen 1905 und 1909 auch als Treuhänder tätig war. Zwischen 1904 und 1908 war White Staatsanwalt im zehnten Gerichtsbezirk von Colorado und von 1909 bis 1919 amtierte er als Richter am obersten Gerichtshof dieses Staates. Zwischen 1917 und 1918 führte er als Chief Justice dessen Vorsitz. Nach 1919 arbeitete er wieder als Anwalt in Denver.
Nach dem Tod des Kongressabgeordneten William N. Vaile wurde White in einer Nachwahl zu dessen Nachfolger im US-Repräsentantenhaus in Washington, D.C. gewählt. Dort beendete er zwischen dem 15. November 1927 und dem 3. März 1929 die von seinem Vorgänger begonnene Legislaturperiode. Bei den regulären Wahlen des Jahres 1928 wurde er nicht wiedergewählt. Nach dem Ende seiner kurzen Zeit im Kongress zog sich Harrison White wieder aus der Politik zurück. Er starb am 21. Dezember 1945 in einem Krankenhaus in Colorado Springs.